# Sicari

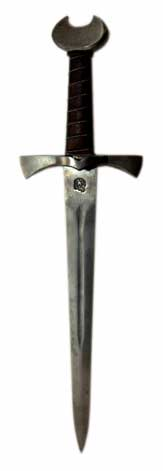
La sicae o daga emprada pels sicaris

Sicari o sicarii ve del plural llatí de sicarius, que significa 'daga' referint-se a l'home que porta la daga o a un assassí a sou. El terme fou aplicat als insurrectes jueus de Judea abans de la destrucció de Jerusalem de l'any 70 que volien expulsar els romans i els seus partidaris de les terres d'Israel. En la seva obra Antiguitats Judaiques (xx.208), l'historiador jueu Flavi Josep esmenta que:
"Quan Albinus arribà a la ciutat de Jerusalem, assegurar la pau en la terra, exterminant la major part del Sicari".
Els sicaris recorrien a l'assassinat per obtenir el seu objectiu. Sota la seva capa de vestir amagaven la sica, o daga petita, de la qual rebien el nom. En les assemblees populars, particularment durant el pelegrinatge al temple, apunyalaven els seus enemics (romans o simpatitzants romans). Literalment, sicari significava "home-daga".
Actualment sicari és l'assassí que mata per encàrrec o contracte.

## Rebel·lió jueva

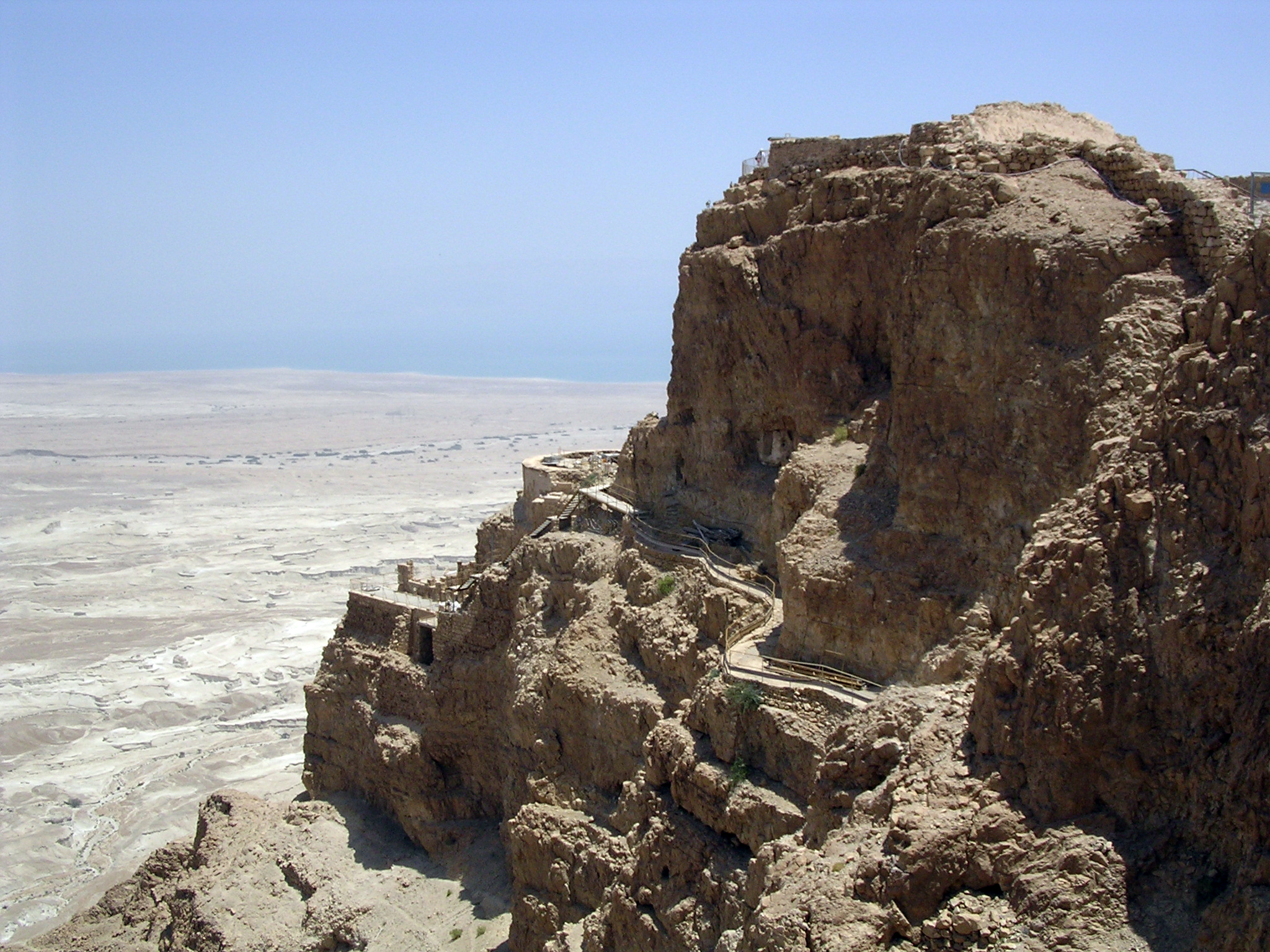
Masada

Al principi de la rebel·lió jueva (66), els sicaris, amb l'ajuda d'altres zelotes, van entrar a Jerusalem i cometeren una sèrie d'atrocitats, per forçar la població a lluitar. En el Talmud explica que van destruir el subministrament d'aliments de la ciutat per forçar la gent a lluitar contra el setge romà en comptes de negociar la pau. Els seus líders més importants foren Menahem, Eleazar ben Jair i Simó bar Giora. Eleàzar ben Jair es va escapar de l'atac romà, i juntament amb un petit grup de seguidors fugí a la fortalesa abandonada de Masada, on seguí amb la resistència contra els romans fins a l'any 73, en què els romans prenen la fortalesa i la majoria dels seus defensors moren dins.

## Judes Iscariot
En el nom de Judes Iscariot, l'apòstol que traí Jesús, l'epítet Iscariot és interpretat per la majoria dels erudits com una transformació hel·lenitzada de sicarii. El sufix "-ot" significa "pertinença a"; en aquest cas, als sicaris. Aquest significat es perd quan els Evangelis són traduïts a l'hebreu modern i Judes és traduït com Ish-Kerayot, denominació que el descriu com un home dels suburbis de la ciutat. Robert Eisenman presenta la visió diferent dels historiadors seculars en identificar-lo en canvi com Judes el Sicari. La majoria de les consonants i vocals coincidien, Sicarioi/Sicariōn; en el Nou Testament, Iscariot.